# Lorraine Fouchet
Pour les articles homonymes, voir Fouchet.
Lorraine Fouchet est écrivaine, scénariste et docteure en médecine, née le 22 octobre 1956 à Neuilly-sur-Seine.

## Biographie
Elle est la fille unique de Christian Fouchet (1911-1974), qui a rallié Londres le 17 juin 1940 et la France Libre le 19 juin 1940, ambassadeur, ancien ministre du général de Gaulle, et de Colette Fouchet, née Vautrin (1926-2018), membre de la Résistance intérieure française. Son grand-père maternel était le général Jean-Emile-Alexis Vautrin, organisateur de la Résistance dans le sud-est de la France, et sa grand-mère Antoinette Vautrin (née Salmon-Mercier) était membre du réseau Gallia. Les trois frères aînés de son père sont morts pour la France, comme le frère aîné et le père de sa mère. Son grand-père paternel Raymond Fouchet était Officier de Cavalerie. 
Son arrière-arrière-grand-père maternel, Eugène Mercier (1838-1904), était le fondateur de la Maison de champagne Mercier.
Elle fait ses études primaires à Copenhague puis à l'Institut de La Tour, ses études secondaires au lycée La Folie Saint-James puis à Sainte-Marie de Neuilly.
Son père meurt d'un infarctus alors qu'elle a 17 ans et vient d'obtenir son baccalauréat. Elle était inscrite en faculté de droit à Nanterre, mais comme la veille de sa mort il lui dit au téléphone que médecin est le plus beau métier du monde, elle change d'orientation et s'inscrit en faculté de médecine au centre hospitalier universitaire Necker-Enfants malades.
Elle a été pendant quinze ans médecin d’urgence au SAMU de Paris, à Europ Assistance et à SOS Médecins Paris, et médecin des Théâtres de Paris, avant de se consacrer à l'écriture. 
Le dimanche 3 mars 1996, alors qu'elle a publié 3 romans, elle est de garde à SOS Médecins, et rédige le certificat de décès de Marguerite Duras. 
Elle se partage entre les Yvelines et l'île de Groix dans le Morbihan.
Elle a reçu le prix Littré 1997, le prix Anna de Noailles de l'Académie française 1998, le prix des Maisons de la presse 2003, le prix Ouest 2016, le prix Bretagne - priz Breizh 2016, le prix des Lecteurs U 2017. Elle a été de 2018 à juin 2021 présidente de la Commission LIR au Centre National du Livre. Elle est la marraine de l'Association Livres en Loire et a été de 2020 à 2022 présidente du jury du prix Honoré de Balzac. Elle a été présidente du jury du prix Jean Anglade en 2023.

## Publications
- Jeanne, sans domicile fixe (inédit J'ai Lu 1990)
- Taxi Maraude (inédit J'ai Lu 1992)
- De toute urgence (Flammarion 1996, prix Littré du Groupement des Ecrivains Médecins 1997) et J'ai Lu
- Château en Champagne (Flammarion 1997, prix Anna-de-Noailles de l’Académie française 1998) et J'ai Lu
- Le Phare de Zanzibar (Flammarion 1998 et J'ai Lu)
- Le Talisman de la félicité (Denoël, 1999)
- 24 heures de trop (Robert Laffont 2002)
- L'Agence (Robert Laffont 2003, prix des Maisons de la presse 2003 et J'ai Lu, réédition 2023)
- Le Bateau du matin (Robert Laffont 2004 et J'ai Lu)
- Nous n'avons pas changé (Robert Laffont 2005 et J'ai Lu)
- Place Furstenberg (Robert Laffont 2007 et J'ai Lu)
- Une vie en échange (Robert Laffont 2008 et J'ai Lu, réédition 2023 )
- Le Chant de la dune (Robert Laffont 2009
- La Mélodie des Jours (Robert Laffont 2010 et J'ai Lu, réédition 2021 )
- Couleur champagne (Robert Laffont 2012 et Pocket 2022 )
- J'ai rendez-vous avec toi (Héloïse d'Ormesson 2014 et Livre de Poche 2021 )
- Entre ciel et Lou (Héloïse d'Ormesson 2016, prix Ouest 2016, Prix Bretagne - priz Breizh 2016, prix Les Petits Mots des Libraires 2016, et Livre de Poche, prix des Lecteurs U 2017)
- Les Couleurs de la vie (Héloïse d'Ormesson 2017 et Livre de Poche 2018)
- Poste restante à Locmaria (Héloïse d'Ormesson 2018 et Livre de Poche 2019)
- Tout ce que tu vas vivre (Héloïse d'Ormesson 2019  et Livre de Poche 2020)
- J'ai failli te manquer (Héloïse d'Ormesson 2020 et Livre de Poche 2021)
- Face à la mer immense (Héloïse d'Ormesson 2021 et Livre de Poche 2022 )
- A l'adresse du bonheur (Héloïse d'Ormesson  2022 et Livre de Poche 2023 )
- Jamais là par hasard  (Héloïse d'Ormesson 2023 et Livre de Poche avril 2024 )
- nouvelles parues dans les recueil 13 à table ! 2024 (Pocket) et 2025 ( Pocket)
- L'écriture est une île (Héloïse d'Ormesson avril 2024 et éditions Pocket 2025)
- Aller Simple pour la joie, ( Héloïse d’Ormesson avril 2025)

## Autres
Elle a écrit des pièces radiophoniques pour Radio Bleu. Elle a travaillé comme scénariste sur l'adaptation de son roman De toute urgence en minisérie (2 x 90 min, France 2, diffusion 2001) et coécrit Vu à la télé (90 min, France 3, diffusion 2002). 
Elle a écrit des chroniques pour le magazine Changer Tout, des piges pour Cosmopolitan, des nouvelles régulièrement dans Femme Actuelle Jeux Extra.
Elle a animé un atelier d'écriture au Figaro en automne 2022.